# SMS Karlsruhe (1912)
Az SMS Karlsruhe a Császári Haditengerészet egyik könnyűcirkálója volt az első világháború idején. A róla elnevezett osztály másik tagja a Rostock. Nagymértékben hasonlítottak az őket megelőző Magdeburg-osztály hajóira.
Az 1914-ben elkészült és a haditengerészetnek átadott cirkálót a világháború kitörése előtti hetekben küldték a karibi térségbe a Dresden felváltására. A háború első hónapjaiban eredményes kereskedelmi háborút folytatott Közép-Amerika keleti partjai mentén és ennek során 16 hajót semmisített meg, de azok legénységének és utasainak tagjai közül senkit nem ért bántódás. A portyázásai – melyek az Emdené után a legsikeresebbek voltak a háborúban – 1914. november 4-én értek véget, mikor egy belső robbanás következtében megsemmisült. Túlélői a kíséretében lévő egyik ellátóhajó fedélzetén tértek vissza Németországba.

## Építése
A hajó építésekor a költségvetésben az Ersatz Seeadler nevet kapta és 1911. szeptember 21-én láttak hozzá a megépítésének Kielben a Germaniawerftnél, ahol 1912. november 11-én bocsátották vízre. A teljes terheléssel közel 6200 tonnás hajó fő fegyverzetét 12 darab 10,5 cm-es ágyú alkotta és névlegesen 28,5 csomó volt a végsebessége. A keresztelését a névadó város főpolgármestere, Karl Siegrist végezte.
A Karlsruhe volt a harmadik olyan német hadihajó, melyet vegyes olaj- és széntüzelésű kazánokkal láttak el. Az építése során fellépő csúszások miatt a tervezettnél később, csak 1914. január 15-én állhatott szolgálatba. Néhány átépítés és a próbajáratok végeztével 1914. június 15-én hagyhatta el Kielt az első és egyben utolsó külföldi útjára Fritz Lüdecke fregattkapitány parancsnoksága alatt.

## A háború előtt

A Karlsruhe címerpajzsa

A tengerentúli küldetésekre szánt cirkálót a kelet-amerikai állomáshelyre helyezték át, ahol eddig a Dresden könnyűcirkáló teljesített szolgálatot. Itt a Panama-csatorna ünnepélyes megnyitásakor kellett volna képviselnie Németországot, felkeresnie a mexikói Veracruzt, majd az év őszén a San Franciscó-i világkiállítást meglátogatnia. Az Azori-szigeteki Ponta Delgada érintésével előbb a Virgin-szigeteken lévő, Dániához tartozó Sankt Thomasra (mai Saint Thomas) hajózott, hogy itt feltöltse a szénkészleteit. A szarajevói merénylet után kapott távirat értelmében azonnal folytatnia kellett az útját és minél előbb találkoznia kellett a Dresdennel.
A Karlsruhe 1914. július 4-én találkozott össze a Straßburg könnyűcirkálóval, mely még 1914. július 20-ig a Dominikai Köztársaságban tartózkodott a német érdekek védelmére és a Karlsruhe erősítésére. A ténylegesen állomáshajóként funkcionáló Dresden 1914 januárja óta a mexikói forradalom miatt főként Veracruzban tartózkodott. Júliusban a korábbi mexikói elnök, Victoriano Huerta a Dresden fedélzetén Jamaikára hajózott, hogy ott kérjen menedéket.
1914. július 25-én a Karlsruhe a Haitin lévő Port-au-Prince-be érkezett. A Dresden másnap érkezett meg ide és itt az előzetes utasításoknak megfelelően a két hajó parancsnokot cserélt. Erich Köhler fregattkapitány vette át a Karlsruhe, míg Fritz Lüdecke a Dresden feletti parancsnokságot. Még ezen az estén elhagyta a két hajó a révet. A Dresden hazaindult Németországba, míg a Karlsruhe felvette a szolgálatot a kelet-amerikai állomáshelyen. 1914. július 28-án a Karlsruhe rádiójelet vételezett, melyben az állt, hogy Ausztria-Magyarország és Szerbia között megszakadt a diplomáciai kapcsolat. A cirkáló dél körül befutott Havannába, ahol kiegészítették a legszükségesebb készleteit és már következő reggel kihajózott, hogy a háború kitörésekor ne tudják meglepni a kikötőben, és keletnek, az Atlanti-óceán irányába távozott.

## Első világháború

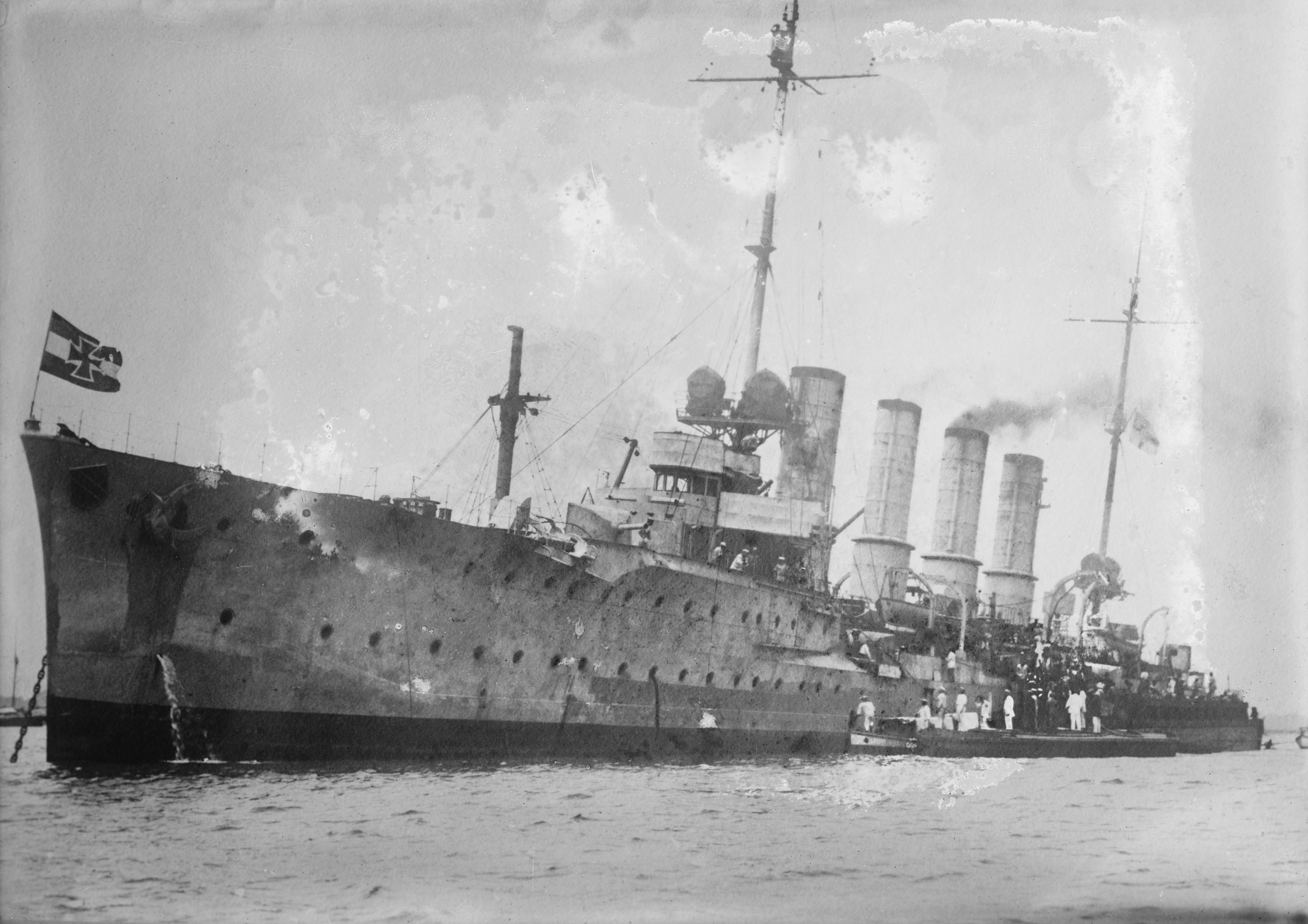
A Karlsruhe 1914. augusztus 9-én San Juanban

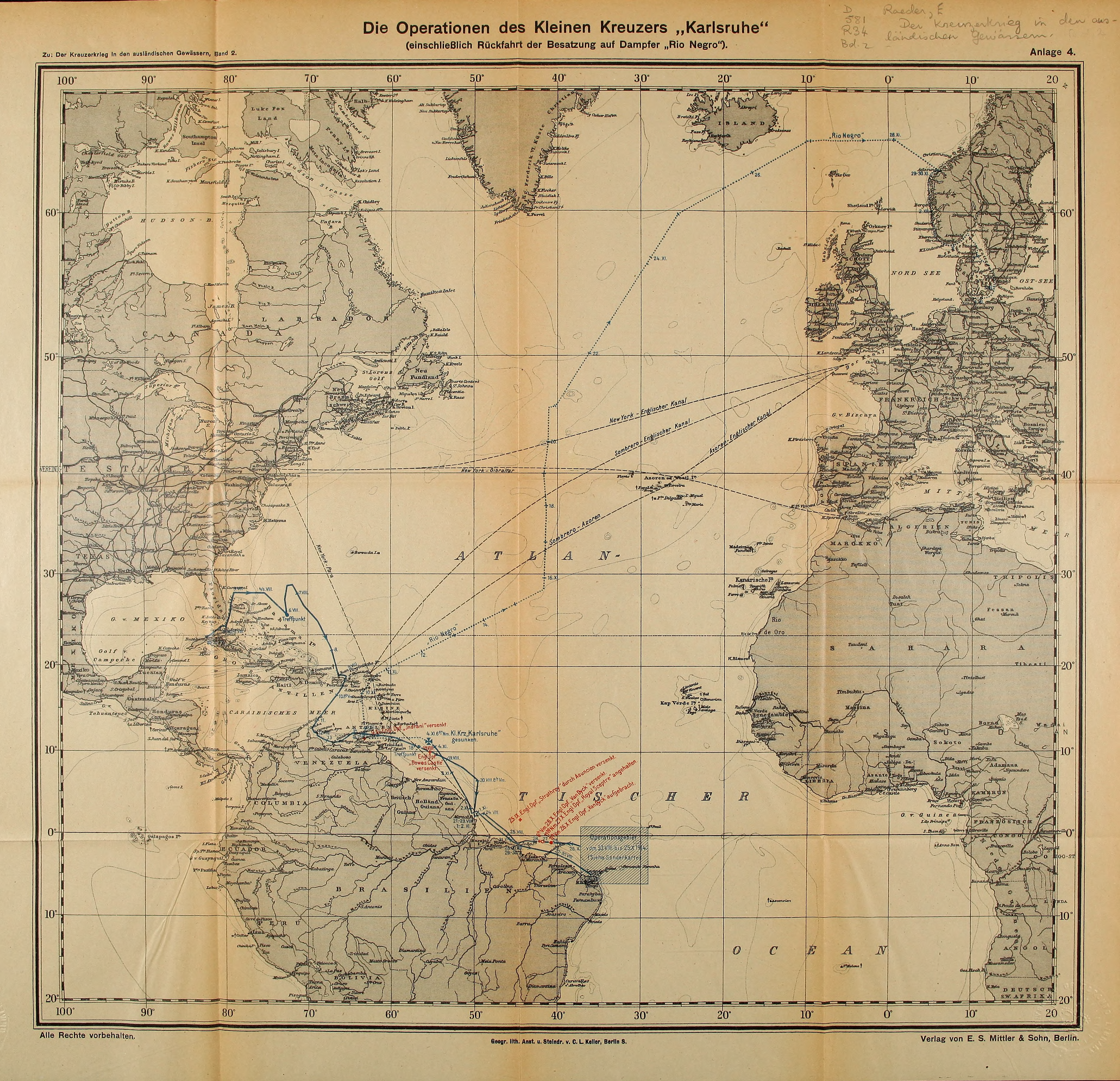
A Karlsruhe hadműveletei

### Menekülés a brit cirkálók szorításából
1914. augusztus 3-án kapta a Karlsruhe a hírt a francia hadüzenetről és a britek várható hadbalépéséről. Ezt követően kereskedelmi háborút kellett folytatnia az Atlanti-óceán középső részén. Augusztus 6-án egy korábban meghatározott ponton a Bahamáktól keletre találkozott a Kronprinz Wilhelm óceánjáróval. A Norddeutscher Lloydhoz tartozó utasszállítót segédcirkálóvá kellett átalakítania, amihez két 8,8 cm-es ágyút a hozzávaló 290 lövedékkel, egy géppuskát, 36 puskát és pisztolyokat adott át. A segédcirkáló parancsnokságát a Karlsruhe navigációs tisztje, Thierfelder sorhajóhadnagy vette át, aki mellett 15 fő is átszállt a segédcirkálóra.
A felszerelés közben meglepte őket a brit Suffolk páncélos cirkáló, ami miatt a munkálatokat azonnal meg kellett szakítani és a két hajó különböző irányba távozott a helyszínről. A segédcirkáló felszerelése a terveknek megfelelően teljes egészében sikerült, de annak bőséges olajkészletéből a Karlsruhének már nem maradt ideje vételezni. A Suffolk Christopher Cradock tengernagynak, a brit 4. cirkálóraj parancsnokának volt a zászlóshajója és ekkor épp Kingstonból tartott New Yorkba, hogy az észak-atlanti kereskedelmi vonalak biztosításának feladatát átvegye. Cradock üldözőbe vette a Karlsruhét és 10 tengeri mérföldre meg tudta közelíteni, de az a sebességi fölényének köszönhetően hamar el tudott szakadni az üldözőjétől. A Karlsruhének ehhez elég volt 21 csomós sebességet tartania, miközben a németek becslése szerint a Suffolk mindössze 18-19 csomóval követte őket és egészen 16:00 körülig látható volt még délen a kéményfüstje.
Mivel a hajójának a csúcssebesség eléréséhez szén mellett olajra is szüksége volt, Köhler fregattkapitány a semleges Egyesült Államokba, Newport News kikötőjébe akart befutni. Ezt a tervét azonban nem valósíthatta meg, mivel 19:30 körül a Cradock által az elfogására rendelt brit Bristol könnyűcirkálóval futott össze. A Bristol aznap épp Új-Fundlandra tartott és rádión kapta azt az utasítást Cradocktól, hogy forduljon délnek és zárja le a Karlsruhe északnak vezető útját, miközben a Berwick és a Suffolk páncélos cirkálóknak délen kellett felvenniük pozíciót. A Bristol a Cradock által folyamatosan adott információk alapján kedvező helyzetet vehetett fel és mikor 19:30-kor délkeleti irányban 6 tmf (11 km) távolságban észlelte a német cirkálót, azt jobban kiemelte a déli hold fénye. A Bristol ekkor keletnek fordult, hogy a Karlsruhe útvonalát keresztezve a jobb oldali lövegeit használva teljes sortüzeket lőhessen rá.
A britek 6400 m távolságból nyitottak tüzet, amit a németek azonnal viszonoztak, egyidejűleg keleti irányba fordultak és teljes sebességre kapcsolva igyekeztek a Bristolt maguk mögött tartani. A körülmények a Karlsruhe számára kedvezőtlenek voltak, mivel a kedvezőtlen látási viszonyok miatt nem tudták megfigyelni a lövedékek becsapódását és a tűzvezetést végző hátulsó távmérőt zavarta a kéményfüst és az egyik hajódaru. A lövegek kezelőinek egy része a szén trimmelésénél segédkezett és onnan kellett őket a harcálláspontjukra visszarendelni, mely helyeket hiányos öltözékben foglaltak el. A kilövési szög azonban kedvező volt, így időnként hét ágyú is tüzelhetett egyszerre. A tüzérség pontosságának mértékét csak az időnként rövidre sikerült lövések alapján lehetett korrigálni, mivel az ellenség mögött leérkező lövedékeket nem lehetett megfigyelni. A 6000 és 4800 m közötti távolságban vívott tűzpárbaj során a Karlsruhe kb. 80 lövést adott le, találatot azonban az első tüzértiszt nem figyelt meg a Bristolon. A sortüzek leadására röviddel a Bristol lövegeinek felvillanása után adtak parancsot a pontosabb célzás érdekében. A britek sortüzei többnyire rövidek voltak, csak nagyjából tíz lőtt túl rajtuk. A sortüzek közül több villába fogta a német cirkálót. A 102 mm-es lövedékek keltette kisebb vízoszlopokból tudták megállapítani, hogy az ellenfelük a Bristol és nem a 152 mm-es lövegekkel felszerelt Lowestoft vagy Lancaster, melyek hívójelét az aznapi rádióforgalomban többször is azonosítani vélték.
A nagyobb sebesség eléréséhez a lövegkezelők egy részét visszaküldték a szénraktárakba és miközben 25 csomós sebességre gyorsítottak, a Bristol lassan kelet-északkeleti irányba kitérve távolodni kezdett tőlük. Corbett szerint ennek oka az volt, hogy a Bristol nem tudta elérni a maximális sebességét és nagyon hamar visszaesett 18 csomóra. A németek az ellenfelük ezután bekövetkezett hirtelen lemaradásáról feltételezték, hogy azt talán egy a hajtóművet ért találat idézte elő. A növekvő távolság miatt 20:20 körül mindkét hajó beszüntette a tüzelést, találatot a hivatalos jelentések alapján egyikük sem szenvedett el. A németek ezután hamar szem elől veszítették az ellenfelüket, míg azok Corbett szerint egészen 22:30-ig látták a németeket.
Köhler fregattkapitány ezután folytatni akarta az útját északnak, de röviddel az irányváltás után, 21:15-kor ebben az irányban egy világítórakétát figyeltek meg a távolban, amiből egy újabb brit cirkáló jelenlétére következtettek. Ekkor Köhler úgy döntött, hogy délnek veszi az irányt, hogy a Neckar szénszállítóval az előre egyeztetett helyen találkozzon. Mivel nem tudott kapcsolatba lépni vele, egy semleges kikötőt kellett kiválasztania a készletei feltöltéséhez. Cradock a Suffolkkal a Bristol helyzetjelentései alapján igyekezett másnap elfogni a Karlsruhét, és az éjszaka folyamán bár csekély távolságra haladt vele párhuzamosan déli irányba, hajnalban keleti irányba tért ki és így 08:00 körül épp észlelési távolságon kívül keresztezte a Karlsruhe nyomvonalát. A Szél felőli-átjáróból északnak rendelt Berwick páncélos cirkáló röviddel az előtt, hogy elérte volna a Karlsruhe útvonalát, visszafordult, hogy újból átkutassa a Bahamák déli részét. A délnek visszaforduló Bristol Santa Lucia felé vette az irányt és augusztus 7-8-án a Karlsruhéval párhuzamosan tartott délnek, attól 80-120 tmf távolságra.

### Semleges kikötőkben
A nagy szerencsével egérutat nyerő cirkálón augusztus 7-én délután az üzemanyagkészlet felméréséből kiderült, hogy már nem érheti el Sankt Thomast és ezért a legközelebbi semleges kikötő, a Puerto Ricón lévő San Juan felé vette az útját. Ide 1914. augusztus 9-én hajnalban érkezett meg és azonnal szénvételezéshez kezdett. A Karlsruhe legénysége itt szembesült első ízben az antant háborús propagandájának számukra teljesen szokatlan módszereivel. A kultúrsokkhoz hasonlatos élményt Aust sorhajóhadnagy így írta le:
„Mint ahogy később megtudtuk, az ütközetünk híre már megérkezett ide. És első ízben ismerkedhettünk meg az angol hazugsággal. Az összes újság az angolok győzelmét hirdette. A Karlsruhét súlyosan megrongálták, mire az azonnal megadta magát. Az elfogott („captured”) hajót bevontatták Kingstonba. A hírt természetesen elhitték, mint ahogy mindent, amit az angolok és a franciák híresztelnek, Amerikában evangéliumnak számít. Egy amerikai újságíró-riporter, aki röviddel az érkezésünk után egy szolgálaton kívüli öreg amerikai tábornokkal a fedélzetünkre lépett, kerek perec kijelentette, hogy mi nem a Karlsruhe vagyunk, mely már „captured” [elfogva] volt ekkor, csak mi valószínűleg ezt mi még egyáltalán nem tudtuk; hanem mi a Straßburg lennénk és átkereszteltük magunkat! Maradjon csak meg a bölcsességénél.
A sajtó hozta le azt a hírt is, hogy a Goeben és a Breslau is „captured” lett a Földközi-tengeren. Ezek után alapos okunk volt azt remélni, hogy számukra éppoly jól mentek a dolgok, mint számunkra.
A „captured” szó a külföldi angol sajtóban a háború elején rendkívüli jelentőséggel bírt. Naponta több német tábornok, többször maga a koronaherceg is (!), számtalan katona, legtöbbször egész hadosztályok és hadtestek lettek „captured”. Szerencse volt számunkra, hogy a szó valódi értelmét ilyen hamar megtapasztalhattuk a saját bőrünkön. Így már tudtuk, hogy ezek jámbor kívánságokat fejeztek ki csupán, nem pedig a szó valódi értelmében voltak értelmezendők. Idővel egyre ritkábban is használták.”
A San Juanban horgonyzó Odenwald HAPAG-gőzös legénységének segítségével 11 óra alatt 550 t szenet tudott felvenni és még aznap 20:00-kor a leszálló éj leple alatt észrevétlenül elhagyta a kikötőt. A cirkáló raktárait csak félig töltötték fel, mivel avval számoltak, hogy a sziget angol és francia kézen lévő kábelállomásai hírül adták az érkezését és 12 órán belül várható volt egy ellenséges cirkáló felbukkanása. Előbb szorosan a sziget partvonala mentén haladt keletnek, hogy a nyílt vizekről ne lehessen észrevenni a 21:15-kor felkelő Hold fényében, majd a sziget keleti partját követve délnek kanyarodott és egy a nagyobb hajók számára a tengerészeti kézikönyvek által nem tanácsolt szigetek közötti, sziklákkal tűzdelt Virgin-átjárón áthajózva sikerült a Karib-tengerre bejutnia. Az ellenség továbbra is azt hitte, hogy az Atlanti-óceánon tartózkodik és hét hadihajója ezután is itt kutatott utána. A brit történetírást szerkesztő Corbett ezt a manővert Francis Drake egykor ugyanitt tett merész áthajózásához hasonlította.
A szénraktárak teljes feltöltéséhez ezután a Curaçaon lévő Willemstadba hajózott. Erre azért is szükség volt, mert a San Juanban vételezett szén sok szénport tartalmazott és ezért nagy volt a fogyasztás. Willemstadba már csak 150 t szénnel és 89 t fűtőolajjal érkeztek meg augusztus 12-én, miután egy napot várakoztak a kikötő előtt egy zsákmány reményében, de hajót nem észleltek. A kikötőhöz való közeledésekor a parton katonai készülődést figyeltek meg és az itt horgonyzó két partvédő páncélos, a Kortenaer és a Jacob van Heemskerck lövegeit felé irányozták. A németek nem voltak naprakészek az európai fejleményekből, így Köhler nem tudhatta, hogy nem állt be esetleg hadiállapot Németország és Hollandia között, de vállalnia kellett az itteni kikötéssel járó kockázatot, mivel más kikötőt már nem ért volna el. A révkalauzt kérő zászlójelzés felvonása után maga a holland hajórajparancsnok érkezett a Karlsruhéra, hogy a német cirkáló szándékai felől érdeklődjön. Közölte, hogy maga a holland kormányzó sincs tisztában azzal, hogy országaik hadban állnak-e, viszont a francia kommunikációs kábelen érkezett hírek szerint a német csapatok betörtek Limburgba és a helyzet tisztázására táviratban kértek hivatalos tájékoztatást a kormányzatuktól. (Belgium és Hollandia is rendelkezett hasonló nevű tartománnyal, így a hír kétértelmű volt.) Ennek ellenére engedélyezték a Karlsruhénak a kikötést és 1200 t szenet bocsátottak a rendelkezésére, aminek nagy részét estig át is rakodtak és a cirkáló 20:00-kor elhagyhatta a kikötőt.

### Kereskedelmi háborúja
A Karlsruhe Willemstad elhagyása után Venezuela partjai előtt cirkált abban a reményben, hogy brit szénszállítókat foghat el, de miután napokig egy sem bukkant fel közülük, augusztus 16-17. éjszakáján Grenada és Trinidad szigetek között elhagyta a Karib-tengert és a Patagonia HAPAG-gőzössel (3016 BRT, Kodewey kapitány) egyeztetett találkozási pont felé vette az irányt. A Patagonia Sankt Thomas felől érkezett 2000 t szénnel és jelentős egyéb készletekkel. A nyílt óceánon való találkozás után együtt az Amazonas torkolatától északra lévő Maraca sziget felé haladtak tovább, hogy az attól védett vizeken hajtsák végre a szén átrakodását. Ide tartva észlelte a Karlsruhe az első áldozatát 1914. augusztus 18-án, a Bowes Castle teherhajót (4650 BRT).
Augusztus 21-23. között a Patagoniáról a Maraca-szigetnél 1300 t szenet vett át, ebből 130 tonnát a felső fedélzeten raktározott el. Augusztus 25-én a Horn hajózási társasághoz tartozó Stadt Schleswig csatlakozott hozzájuk a São João-szigeteknél 800 t szénnel.
Cradock intézkedései a Karlsruhe elfogására

Időközben a britek jelentős erőket mozgósítottak a térségben sejtett német könnyűcirkálók felkutatására. Mivel a Karlsruhéról úgy hitték még a Karib-tengeren tartózkodik, a brazil partok mentén a Dresdent indultak felkutatni. A kutatási körzetük azonban a Karlsruhe vadászterületét érintette. Cradock tengernagy három cirkálóval (Good Hope, Berwick, Bristol) augusztus 27-én látott hozzá Brazília északi partvidékének átfésüléséhez épp azon a részen, ahol a Karlsruhe portyázott. Cradock 29-én azt a hírt kapta, hogy a Cap Trafalgar és talán a Dresden is a São Pedro- és São Paulo-szigetcsoport felé tartanak, ezért erre vette az útját. Az Abrolhos-szigeteknél berendezett brit támaszpontról augusztus 23-án indult meg Brazília északi partjai felé a Glasgow könnyűcirkáló és a hozzá csatlakozó Monmouth páncélos cirkáló is a Dresden felkutatatására. A Rocas-atollnál a melléjük szegülő Otranto segédcirkálóval visszafordultak déli irányba és szétbontakozva folytatták a keresést. Ez a három hajó Cradockhoz csatlakozva aztán a Falkland-szigetek felé vette az útját, hogy szembeszálljanak Spee Csendes-óceánt átszelő hajórajával.

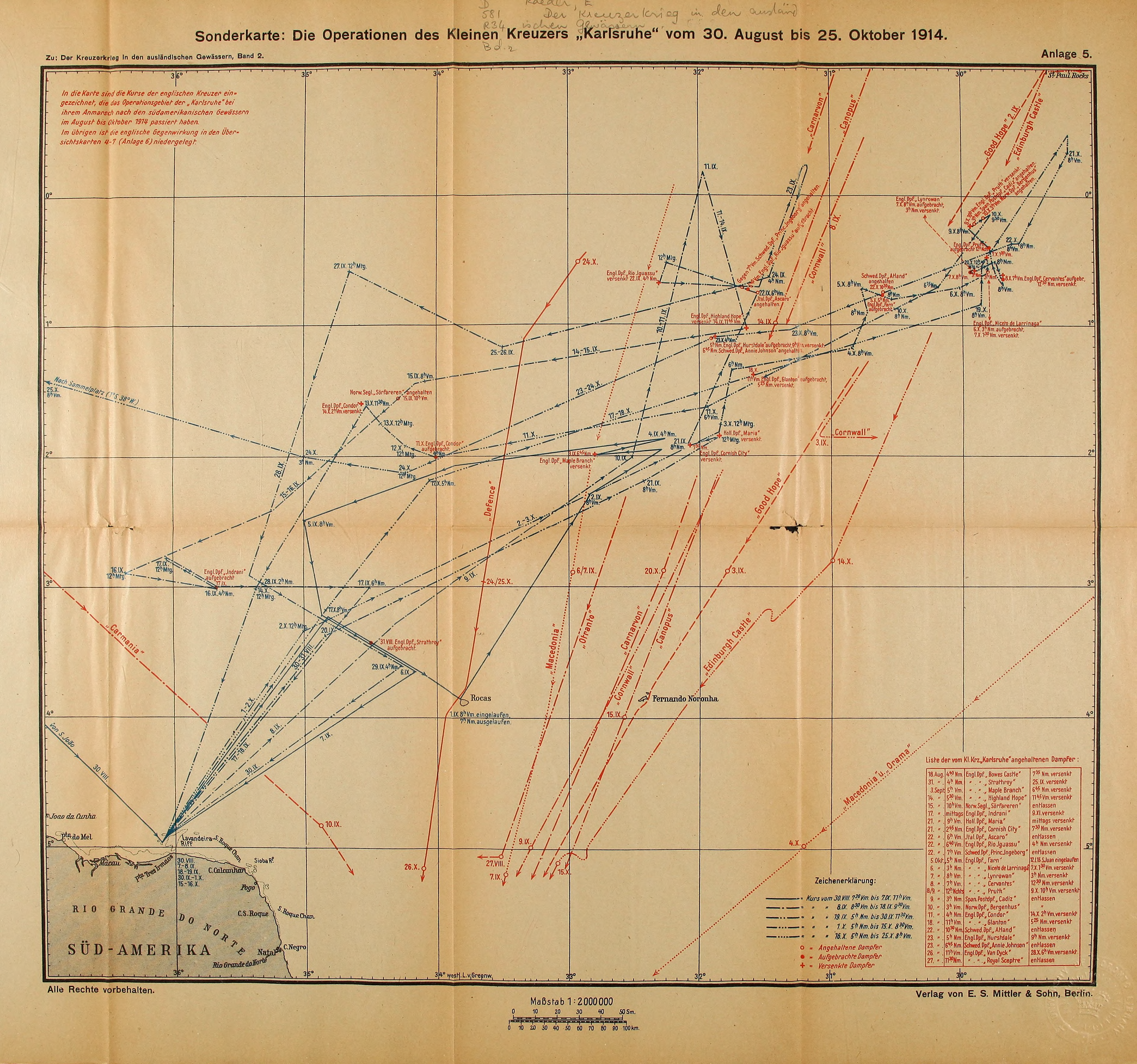
A Karlsruhe hadműveletei
(augusztus 30. – október 25.)

Augusztus 31-október 24. közötti időszak

A következő két hónap során a Karlsruhe Brazília északi csúcsa és az Egyenlítő közötti vizeken cirkált, amely területet több Dél-Amerikát Európával összekötő útvonal érintette és melyen békeidőben átlagosan 16 brit kereskedelmi hajó haladt át naponta. Augusztus 31-én a Hamburg-Süd hajótársasághoz tartozó Asuncion (4665 BRT) és a Norddeutscher Lloydhoz tartozó Crefeld (3829 BRT) csatlakozott a kis kötelékhez az előre meghatározott találkozási vonalon, melyeket szénnel és ellátmánnyal küldtek a Karlsruhéhoz. Utolsó ellátóhajóként a Hamburg-Süd Rio Negro (4556 BRT) nevű postahajója érkezett be. Még ezen a napon fogta el az 5600 t szenet szállító Strathroyt, melyet ezután szénszállítóként alkalmazott. Szeptember 3-án fogta el a Maple Branch (4338 BRT) teherhajót, mely 2000 t darabárut és haszonállatokat szállított Valparaíso végállomással. A tenyészállatok egy Argentínában sorra kerülő mezőgazdasági versenyre utaztak volna és így a legkiválóbb minőségűek voltak. A nagy részüket levágták, a három fedélzetre vett sertésnek a fedélzet bal oldalán ácsoltak egy karámot, a nyulakat a parancsnoki híd alatt helyezték el, a galamboknak pedig az elülső árbócon helyeztek el egy összebarkácsolt galambdúcot. Az állatok elhelyezése így kis mértékben a hajó megjelenését is megváltoztatta.
Október 14-én a Highland Hope (5510 BRT), 21-én a brit árut szállító holland Maria (3648 BRT), a Cornish City (3816 BRT) és a Rio Iguassu (3817 BRT) kereskedelmi hajókat, melyeket mind elsüllyesztett. A portyázási sikerei októberben is folytatódtak: október 6-án süllyesztette el a Niceto de Larrinaga (5018 BRT), 7-én a Lynrowan (3384 BRT), 8-án a Cervantes (4635 BRT) kereskedelmi hajókat 100 mérföldre a brazil partokon lévő São Pedro- és São Paulo-szigetcsoporttól, majd október 9-én 90 mérfölddel délnyugatra a Pruthot (4408 BRT), majd 11-én a Condort (3053 BRT). Október 13-án a Crefeldet elbocsátotta 419 fogollyal a fedélzetén, akikkel – Köhler utasításainak megfelelően – október 22-én érte el Tenerifét. Október 18-án süllyesztette el a Glanton (3021 BRT) és 23-án a Hurstdale (2752 BRT) kereskedelmi hajókat.
A Crefeld semleges kikötőben való kikötése és az internáltak szabadon bocsátása miatt a Karlsruhe eddigre át kellett helyezze a tevékenységi körzetét és október 18-tól kezdődően előbb a Fernando de Noronha-szigetcsoporttól északra (120-(150 tmf távolságban futó útvonalak mentére helyezkedett, majd október 25. után a Nyugat-Indiák körzetét vette célba. Miután Brazília keleti partjainál erőteljes volt az ellenséges hadihajók rádióforgalma és Brazília mellett Uruguay részéről is a semlegesség barátságtalan módon való gyakorlására számíthattak, ez a terület kínálkozott a legalkalmasabbnak. Itt több támaszpontként szóba jöhető hely akadt, a Barbados és Trinidad felé vezető kereskedelmi útvonalak jó lehetőségeket kínáltak a portyázásra. Emellett Barbadoson és Martinique-on ellenséges bázisok is akadtak, melyek ellen – már a háború kezdetétől fontolgatott – rajtaütésszerű támadásokat lehetett végrehajtani.
Stoddart intézkedései a Karlsruhe elfogására

A Rocas-atoll környékén való portyázás utolsó napjaiban a Karlsruhe szerencsésen kerülte el az utána kutató brit hadihajókat. Szeptember 28-án ugyanis Stoddart tengernagy, a Zöld-foki-szigetek állomáshelyének parancsnoka a londoni admiralitással azt közölte, hogy a São Pedro- és São Paulo-szigetcsoport, a Rocas-atoll és a Fernando de Noronha-szigetcsoport közötti területet a Carnarvon páncélos cirkálóval, az Albion csatahajóval valamint a Marmora és az Empress of Britain segédcirkálókkal át tervezi kutatni. Mielőtt útnak indulhatott volna, október 14-én az admiralitástól azt az utasítást kapta, hogy a zászlóshajójával (Carnarvon) utazzon Pernambucóba, ahol a Montevideótól északra lévő erők feletti parancsnokságot át kellett vennie. Az Essex páncélos cirkáló a francia Condé és Descartes páncélos cirkálókkal együtt a Nyugat-Indiáknál maradt. A Carnarvon Pernambuco felé haladva október 19-20-án 100 tmf távolságra haladt el a Karlsruhétól és közvetlenül a hely mellett, ahol az az előző nap a Glantont elsüllyesztette. Október 24-én 15:00 körül az északról érkező és Pernambucóba tartó Defence páncélos cirkáló haladt el 120 tmf távolságra a Karlsruhétól, keresztezve annak menetirányát.
Stoddart október 21-én Pernambucóba érkezve azt a hírt kapta, hogy a Karlsruhe előző nap Macautól keletre (azaz a Lavandeira-szirteknél) töltötte fel a készleteit. Az Abrolhos-szigeteknél lévő titkos szenelő bázison lévő Bristolt és az Edinburgh Castle segédcirkálót a jelzett területre küldte. A keresésre a Kent páncélos cirkálót is ki akarta küldeni, de azt visszatartották Nyugat-Afrikában, mivel a Crefeld Tenerifén való kikötéséből úgy vélték, hogy a Karlsruhe is a közelében tartózkodhat.
A Defence érkezésével összesen már egy-egy páncélos és egy könnyűcirkáló valamint két segédcirkáló kutatott a Karlsruhe után október végén a Pernambucótól északra és északkeletre lévő vizeken, mikor ezt a területet a német hajó már elhagyta. Ugyanakkor a brit admiralitás nem tett eleget Cradock tengernagy azon kérésének, hogy mielőbb küldjenek számára erősítést, hogy eséllyel szállhasson szembe a Kelet-ázsiai Hajórajjal amennyiben az Dél-Amerika nyugati partjainál ténylegesen felbukkanna. Cradock emellett már a Karlsruhe eredménytelen üldözése után is nyomatékosan utalta arra az admiralitásnak küldött üzeneteiben, hogy értelmetlen a Karlsruhéra csupa olyan hajóval vadászni, melyek lassabbak nála és más hadszíntereken nagy szükség lenne rájuk.
Az utolsó zsákmány

A La Platát Európával összekötő útvonalat nyugati irányban elhagyva a Karlsruhe hamarosan újabb sikert könyvelhetett el, mely azonban már az utolsó lett. Október 26-án észlelte és megállásra szólította fel a brit Vandyck utasszállítót (10 328 BRT, 15 csomó, 200 férőhely). Az újnak számító, 1911-es építésű hajó a Lamport & Holt Line kötelékébe tartozott. Az utasai körében pánik tört ki, mikor a Karlsruhe elfogta a hajójukat. Az antant németellenes uszító propagandája ugyanis világszerte álhíreket terjesztett a német fegyveres erők rémtetteiről és az utasok úgy hitték, hogy a sajtóban leírtaknak megfelelően fognak a „barbárok” bánni velük is. Ezek után kellemes meglepetésként érte őket az az udvariasság és figyelmesség, amit a német tengerészek tanúsítottak irányukban. Köhler engedélyezte az utasoknak, hogy az aznapi vacsorát még az utasszállító fedélzetén fogyasszák el és csak másnap láttak hozzá a hajó kiürítéséhez. A legnagyobb bosszúság akkor érte az utasokat, mikor az Asuncionra való áthajózásukkor a brit hajó mentőcsónakjairól kiderült, hogy szivárognak és emiatt az utasok számos poggyásza elázott. Ezután az áthajózást a német csónakok igénybevételével kellett folytatni. Az utasok közül többen levélben köszönték meg a német hajók parancsnokainak és legénységeinek a jó bánásmódot amiben részesültek. Az Asunciont ezután az elfogott hajók legénységével és utasaival Köhler Parába küldte, ahova legkorábban november 1-én szabadott megérkeznie, nehogy idejekorán kitudódjon a Karlsruhe tarózkodási helye és ez veszélyeztesse a további hadműveleteit. A Vandyck volt a legnagyobb hajó, amit a Karlsruhe elfogott. Elsüllyesztésére október 28-án került sor.
Továbbhaladva október 28-án 23:30-kor állította meg a Santosból New Yorkba tartó Royal Sceptre-t. A brit hajó 230 000 £ értékben szállított kávét, mely egy részének végső rendeltetési helye Toronto volt, az ezt igazoló iratokat azonban a hajó kapitánya nem mutatta meg és a New York-i kikötői hatóságok papírjaira hivatkozva sikerült azt a benyomást keltenie, hogy az egész rakomány semleges állam tulajdonát képezi. Emiatt Köhler eltekintett a hajó elsüllyesztésétől és hagyta folytatni az útját.

### Elvesztése
A Karlsruhe ezt követően Barbados felé vette az irányt. Köhler azzal számolt, hogy a sziget révjénél több hajót is elfoghat. A São João-szigeteknél 1914. október 29-én a Farnról és Indraniról, majd november 1-én a Maraca-szigetnél az Indraniról vételezett szenet, hogy teljesen feltöltött készletekkel érje el az új tevékenységi területet, bár utóbbi műveletet az erős sodrás félbeszakította. Ezután a Rio Negro és az Indrani kíséretében folytatta útját Barbados felé. A rajtaütés végrehajtására jók voltak a kilátások, mivel nem tartózkodott brit hadihajó a közelükben. Christopher Cradock tengernagy a hajóival a Csendes-óceánon tartózkodott éppen, hogy elfogja a Maximilian von Spee vezette Kelet-ázsiai Hajórajt.
1914. november 4-én a Karlsruhe 18:30-kor Trinidad szigetétől keletre haladt el, mikor az északi szélesség 11° 7′ 0″, nyugati hosszúság 55° 25′ 0″ koordinátákon tartózkodva egy erős belső robbanás következett be a hajó elülső részében. A parancsnoki torony, a hajóhíd, az elülső árbóc és az elülső kémény nagy ívben repültek szét a detonáció következtében, a hajóorr pedig bal oldal felé leválva azonnal elmerült. A hajó többi része a nyílások gyors bezárásának és a hajó tatján elhelyezett és így ellensúlyként ható 100 t szénnek köszönhetően csak 27 perc múlva süllyedt el. A fedélzetén tartózkodók közül 263 fő, köztük Köhler fregattkapitány és az egyik tüzértiszt, von Althaus főhadnagy, életét veszítette. A tisztek közül csak ők ketten veszítették életüket, aminek oka az volt, hogy a vacsorához készülő tisztikar nagy része a hajó hátsó részén lévő tiszti étkezdében gyülekezett. A legénység nagy része viszont a vacsoraidő miatt a robbanáskor a hajó orr-részében a fedélzet alatt tartózkodott, így közülük arányaiban sokkal többen vesztek oda.
A hirtelen robbanás okát nem lehet egyértelműen megállapítani. Feltételezések szerint a hajó elülső részében tárolt lőszer gyulladhatott be. A robbanás a torpedóvető csövek magasságában történt és ezen a részen tárolták az elfogott hajók elsüllyesztéséhez használt robbanóanyagokat is. A detonációt egy másik feltételezés szerint a Condorról átvett kenőolaj magas hőmérséklet melletti bomlása okozhatta, amit a petróleumhoz keverve hasznosítottak a kazánok fűtéséhez és ezt is itt tárolták. Legvalószínűbbnek azt tartják, hogy az ágyúlőszernél a trópusi hőségben öngyulladás következett be. Ezt a verziót támasztja alá, hogy az Admiral Graf Spee számára is nehézséget okozott a muníció megfelelő hűtése a trópusokon az 1939-es portyázásai során és ez a Karlsruhe 1914-es tragédiájára emlékeztette a legénységét.

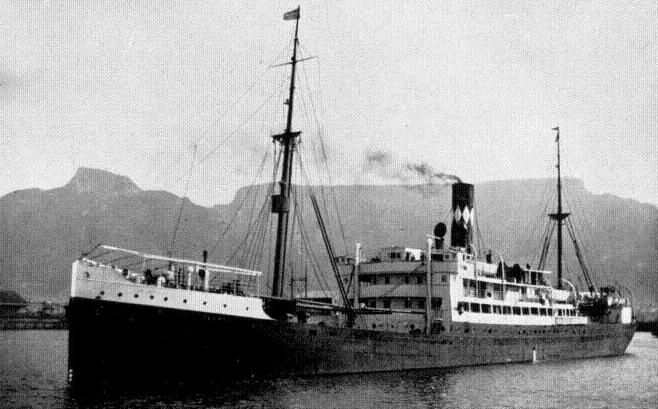
A Rio Negro
(elkobzása után mint City of Palermo 1922-ben)

A vízbe esettek kimentésének azonnal hozzálátott a két kísérő hajó, a Rio Negro és az Indrani, aminek köszönhetően sok súlyos sebesülést (csonkolást, égési sérüléseket) elszenvedett tengerészt is sikerült kiemelni a tengerből. Köhler fregattkapitány halálával a kötelék feletti parancsnokságot a cirkáló életben maradt első tisztje, Studt sorhajóhadnagy vette át. Mivel a megmaradt hajók nem rendelkeztek fegyverzettel, a kereskedelmi háborút nem folytathatták és így csak a hazatéréssel próbálkozhattak. Amennyiben az úton egy semleges kikötőben ki kellett volna kötniük, a hatóságok a zsákmányolt Indranit internálhatták volna, ezért ezt a hajót elsüllyesztették és csak a Rio Negróval vágtak neki az útnak.
Ez az út a hajó eredeti legénysége és a 146 túlélő számára kemény testi megpróbáltatás és ugyanakkor ragyogó hajózási teljesítmény is volt egyben. Mivel a hajó trópusi vizeken süllyedt el, a kimentett legénység csak könnyű ruházattal rendelkezett és a hazaút során az északi vizeken emiatt fagyoskodniuk kellett. Gyapjútakarókból és vitorlavászonból varrott ruhadarabokkal próbálták pótolni az őrszolgálatot teljesítők ruházatát, a többieket pedig a meleg kazántermekben igyekeztek tartani. A Rio Negrót csak trópusi szolgálatra szánták, ezért egyáltalán nem rendelkezett az északi régiókat ábrázoló térképekkel az Izland és Norvégia körüli területekről. A navigációs hozzáértésről tanúskodik, hogy a Rio Negrónak a téli viharok, a nehezen járható jeges vizek és a járőröző ellenséges hajók jelentette kihívások ellenére sikerült elérnie a norvég partokat és november 29-én Ålesundnál kikötnie. A hajó kapitánya a norvég hatóságok kérdéseire válaszolva közölte a hajón tartózkodók pontos számát, a Parából tartó hosszú utat pedig azzal magyarázta, hogy a gyakran észlelt ellenséges cirkálók miatt nagyon óvatosan kellett haladniuk és gyakran ki kellett térniük előlük. A helyi – norvég születésű – német konzul gondoskodott a hajó megfelelő térképekkel és révkalauzokkal való ellátásáról, két tisztnek, a Karlsruhe háborús tevékenységéről később könyvet író Aust tengerészfőhadnagynak és Eyring tartalékos tengerészhadnagynak jórészt szárazföldön való eljutását segítette Németországba. A feladatuk a Karlsruhe fennmaradt iratainak, közte a hajónaplónak a biztonságos hazajuttatása volt, mivel bár a Rio Negro további útját a norvég vizek mentén a nemzetközi jog védte, azt nem lehetett kizárni, hogy a britek ennek ellenére igyekeznek majd elfogni a tartalékosokat szállító kereskedelmi hajót.
A Rio Negro 1914. december 6-án érkezett meg Kielbe. A fedélzeten tartózkodóknak azonban nem engedélyezték a hajó elhagyását a titoktartás végett. A hajót velük együtt ezután a Vilmos-császár-csatornán áthaladva az Északi-tengerre küldték és a Jade torkolatában horgonyzott le. A túlélőket csak röviddel karácsony előtt, december 22-én küldték szabadságra. Később az összetartó közösséget az újonnan elkészült Regensburg könnyűcirkálón állították szolgálatba, és ők adták a legénységének magját.
A Karlsruhe elvesztését és a túlélők hazatérését olyannyira sikerült titokban tartani, hogy a britek egészen 1915 áprilisáig kutattak utána az Atlanti-óceánon. Ekkor a partra sodort roncsdarabjaiból tudhatták meg, mi történhetett vele.

## AKarlsruhetevékenységének hatása
A Karlsruhe volt az Emden után a legeredményesebb külhoni vizeken portyázó német cirkáló. Az általa megállított 27 hajóból egy kivétellel az összes semleges országhoz tartozót elengedte. Az elsüllyesztett 17 hajóból 16 volt brit és az összesen megsemmisített 76 609 BRT hajótérből 72 805 BRT tartozott brit hajóhoz. (Az Emden által megsemmisített 23 gőzös 101 182 BRT hajótérrel bírt.) A Karlsruhe tevékenysége kevésbé volt hatással az antant hajóforgalmára, mint az Emdené, aminek egyik oka az volt, hogy az Emden sokszor közvetlenül az ellenséges kikötők előtt ejtette el a zsákmányait és a veszteségek hamar kitudódtak, ami miatt a teljes brit hajóforgalmat leállították az érintett térségben. A Karlsruhe tevékenysége nyomán bár az hamar feltűnt, hogy egyes kereskedelmi hajók nem érkeztek meg a rendeltetési helyükre, azok legénységét huzamosabb ideig fogva tartották s csak a Crefeld Tenerifébe való megérkezésekor tudódott ki a hajók sorsa, riadalmat okozva a hajótársaságok körében.
A Karlsruhe portyázásai az okozott tényleges veszteségeken is túl jelentős károkat okoztak a briteknek: a Crefeld Tenerifébe való érkezésekor tudódott ki a 13 brit hajó elsüllyesztésének a híre, aminek hatására a háborús biztosítások 4%-ról egyből 6%-ra emelkedtek, a Vandyck október végi elfogása után a Brazíliába való utazások biztosítása emelkedett 3%-ról 6%-ra.
A Karlsruhe tevékenységi körzete nagyobb kiterjedésű volt, mint az Emdené, így nem volt szükséges számára a vadászterület olyan gyakori változtatása. A Karlsruhe valamint a Dresden tevékenysége augusztusban és szeptember elején bénítólag hatott a dél-amerikai hajózásra, de szeptember folyamán a britek jelentős mennyiségű élelmiszer megvásárlásáról kötöttek szerződéseket Argentínával, ami ismét fellendítette az Európa irányába tartó kereskedelmet. Ugyanez a hatás érvényesült lassabb ütemben Brazília esetében is.
Egy rövid ideig terjengő szóbeszéd miatt, miszerint a Karlsruhe elsüllyesztette az október 8-án Angliából útnak indult Highland Heather gőzöst, a biztosítások 7-10%-ra is felszöktek átmenetileg. A londoni admiralitás hasonló kritikus pillanatokban való energikus fellépése akadályozta meg, hogy Nagy-Britannia élelmiszerellátása összeomoljon.
A Karlsruhe elvesztését a németek hónapokig titokban tudták tartani, így az antant hajózására és tengeri stratégiájára még huzamosan hatással volt. Az Emden pár nappal későbbi semlegesítése után a britek az Indiai-óceánról az Atlanti-óceánra vezényelték át a Sydney és Melbourne könnyűcirkálókat, hogy az ekkor már elveszett Karlsruhe utáni kutatást olyan egységekkel segítsék, melyeknek sebességük révén esélyük volt a sikerre. A két ausztrál cirkálón kívül még a fokföldi állomáshelyről a Dartmouth könnyűcirkálót helyezték át brazil partokhoz ugyanezzel a feladattal. Ezek az egységek a térségben már jelenlévő Carnarvon, Cornwall páncélos cirkálók, a Canopus csatahajó, a Glasgow és Bristol könnyűcirkálók valamint két segédcirkáló számára jelentettek erősítést. Még az eredetileg Spee gróf hajórajának az esetleges Panama-csatornán való áthaladása esetére a Karib-tengerre vezényelt Princess Royal csatacirkáló is december 19-ig a Karlsruhe után kutatott, mielőtt visszaindult volna a honi vizekre, hasonlóan a Horn-fokot megkerülni kényszerülő Australia csatacirkálóhoz. A britek csak 1915. március 19-én szereztek tudomást arról, hogy a Karlsruhe Nyugat-India partjainál már korábban megsemmisült. Így hosszabb-rövidebb ideig összesen két csatacirkáló, 7 modern könnyűcirkáló, 2 páncélos cirkáló és több segédcirkáló vett részt a Karlsruhe utáni kutatásban.

## Táblázat aKarlsruheáltal elsüllyesztett ill. elfogott kereskedelmi hajókról
Az elfogott 17 hajó névsora és adatai:
|    | Név                | Típus (építés éve)  | Ország         | Időpont helyszín                      | BRT   | Szállítmány |
| 1  | Bowes Castle       | teherhajó (1913)    | Nagy-Britannia | 1914. augusztus 18. 9.54 É, 55.10 Ny  | 4650  | Antofagastából New Yorkba tartott, nitrátot és ezüstércet szállított. Legénységével szeptember 2-án a Stadt Schleswig érkezett San Luis de Maranho kikötőjébe. |
| 2  | Strathroy          | teherhajó (1909)    | Nagy-Britannia | 1914. augusztus 31. 3.35 D, 34.35 Ny  | 4336  | 6000 t szénnel tartott Norfolkból Rio de Janeiróba, október 26-ig Kohlendampfer KD 1 megjelöléssel zsákmányolt hajóként maga mellett tartotta és közben leürítette. Az Rocas-atoll közelében elsüllyesztve. |
| 3  | Maple Branche      | teherhajó (1905)    | Nagy-Britannia | 1914. szeptember 3. 1.59 D, 32.47 Ny  | 4338  | Tenyészjószágokkal és 2000 t rakománnyal tartott Liverpoolból Callaóba. A jószágokat levágták, személyzetét a Crefeldre szállították át. |
| 4  | Highland Hope      | utasszállító (1903) | Nagy-Britannia | 1914. szeptember 14. 1.03 D, 31.45 Ny | 5150  | Liverpoolból tartott Buenos Airesbe ballaszttal hajózva. Személyzetét a Crefeldre szállították át. |
| 5  | Indrani            | teherhajó (1912)    | Nagy-Britannia | 1914. szeptember 17. 3.00 D, 35.40 Ny | 5706  | Norfolkból tartott Rio de Janeiróba 6700 t szénnel. Kohlendampfer KD 2 Hoffnung megjelöléssel zsákmányhajóként magukkal vitték és a Karlsruhe elsüllyedése után november 9-én a Rio Negro süllyesztette el. |
| 6  | Cornish City       | teherhajó (1906)    | Nagy-Britannia | 1914. szeptember 21. 1.55 D, 32.05 Ny | 3816  | Barry-ból tartott Rio de Janeiróba 5500 t szénnel. |
| 7  | Maria              | teherhajó (1898)    | Hollandia      | 1914. szeptember 21.                  | 3648  | Portlandból szállított 6000 t búzát Belfastba és Dublinba brit rendelésre. Miután nem tudta igazolni, hogy polgári célú rendeltetése lett volna a szállítmánynak, azért mint relatív kontrabandot elsüllyesztették.                                                                                                  |
| 8  | Rio Iguassu        | teherhajó (1898)    | Nagy-Britannia | 1914. szeptember 22. 0.40 D, 31.20 Ny | 3817  | Newcastle-ből tartott Rio de Janeiróba 4800 t szénnel. A szénkészletét a cirkáló részben átvette. |
| 9  | Farn               | teherhajó (1910)    | Nagy-Britannia | 1914. szeptember 22. 0.46 D, 30.50 Ny | 4393  | Barry-ból tartott Montevideóba 6000 t szénnel. Kohlendampfer KD 3 megjelöléssel magukkal vitték. Miután a Karlsruhe az előre egyeztetett találkozási ponton nem jelent meg San Juanba (Puerto Rico) futott be, ahol internálták. 1917 áprilisában visszakerült a tulajdonosához. (1917. november 19-én süllyedt el.) |
| 10 | Niceto de Larinaga | teherhajó (1912)    | Nagy-Britannia | 1914. október 6. 0.35 D, 29.48 Ny     | 5018  | Buenos Airesből tartott Londonba állati takarmánnyal, kukoricával és gabonával. Élelmiszert és egyéb készleteket átvettek róla. |
| 11 | Lynrowan           | teherhajó (1907)    | Nagy-Britannia | 1914. október 7. 0.25 D, 29.54 Ny     | 3384  | Buenos Airesből tartott Liverpoolba mezőgazdasági termékekkel. Néhány csónaknyi cukor átvéve róla. |
| 12 | Cervantes          | utasszállító (1907) | Nagy-Britannia | 1914. október 9. 0.40 D, 29.40 Ny     | 4635  | Callaóból tartott Liverpoolba mezőgazdasági termékekkel. |
| 13 | Pruth              | teherhajó (1905)    | Nagy-Britannia | 1914. október 8. 0.27 D, 29.46 Ny     | 4408  | Meijillonesből ismeretlen kikötőbe trágyával és gabonával. Készletek átvéve. |
| 14 | Condor             | teherhajó (1893)    | Nagy-Britannia | 1914. október 11. 2.00 D, 34.00 Ny    | 3053  | Philadelphiából tartott Valparaisóba vegyes rakománnyal. 150 t kenőolajat mint szénadalékot átvett a cirkáló. Csak október 14-én lett elsüllyesztve. Személyzete a Crefelddel érkezett Teneriffára. |
| 15 | Glanton            | teherhajó (1894)    | Nagy-Britannia | 1914. október 18.                     | 3021  | Barry-ból tartott Montevideóba vegyes rakománnyal. 3800 t szene, olaja és ellátmánya átvéve. |
| 16 | Hurstdale          | teherhajó (1902)    | Nagy-Britannia | 1914. október 23. 1.11 D, 31.55 Ny    | 2752  | Rosarióból tartott Bristolba 4664 t kukoricával. |
| 17 | Vandyck            | utasszállító (1911) | Nagy-Britannia | 1914. október 26. 1.14 D, 40.40 Ny    | 10328 | Buenos Airesből tartott New Yorkba 210 utassal, fagyasztott hússal és darabáruval. A húst a cirkáló és a kísérő hajók átvették, csak 28-án süllyesztik el. A foglyokat, a személyzet tagjait és az utasokat az Asuncion vitte Belémbe.                                                                               |
| == | Royal Sceptre      | teherhajó (1906)    | Nagy-Britannia | 1914. október 27. 0.52 É, 41.37 Ny    | 3838  | Santosból tartott New Yorkba kávéval. Továbbhaladását engedélyezték, mivel a rakomány amerikai tulajdont képezett és a valódi úticél (Kanada) nem lett felismerve. |

Összesen: 76 609 BRT. A hajók és rakományuk együttes értéke 1,5 millió £ (30,6 millió birodalmi márka).

## Emlékezete
A Karlsruhe kereskedelmi háborújáról és a túlélőinek további történetéről Köhler fregattkapitány adjutánsa, Hubert Aust írt egy 1916-ban megjelent élménybeszámolót Die Kriegsfahrten S. M. S. Karlsruhe (Az S. M. S. Karlsruhe háborús útjai) címmel. A cirkáló tevékenységének ismertetésére a háború utáni német történetírás egy külön fejezetet szentelt mintegy 120 oldal terjedelemben (Lásd: Források). A háború folyamán megépített Königsberg-osztály egységeit a háború elején távoli vizeken szolgáló és veszteséglistára került könnyűcirkálók után nevezték el és közülük egyik a Karlsruhe nevet kapta.
A Reichsmarine 20-as évek végén épült Königsberg-osztályának egy egysége is a Karlsruhe nevet viselte.

## Fordítás
- Ez a szócikk részben vagy egészben  a   SMS Karlsuhe (1912) című német Wikipédia-szócikk ezen változatának fordításán alapul.  Az eredeti cikk szerkesztőit annak laptörténete sorolja fel. Ez a jelzés csupán a megfogalmazás eredetét és a szerzői jogokat jelzi, nem szolgál a cikkben szereplő információk forrásmegjelöléseként.